# Formation continue
Pour les articles homonymes, voir Formation.
La formation continue, également appelée formation continuée, notamment en Belgique, est un processus d'apprentissage qui permet à un individu d'acquérir des savoirs et savoir-faire.
Ce type de formation concerne ceux qui ont terminé la formation initiale (études) et sont pour la plupart rentrés dans la vie active. Bien qu'elle s'adresse théoriquement à tous les publics en âge de travailler ou plus âgés, la formation continue est presque exclusivement pratiquée dans un cadre professionnel ou avec un objectif professionnel : elle se confond donc souvent avec la formation professionnelle continue (parfois appelée simplement « formation professionnelle », ce qui peut prêter à confusion dans la mesure où une formation initiale peut également être une formation professionnelle). Elle permet alors aux personnes qui sont déjà dans la vie active de pouvoir continuer à se former pour améliorer leurs compétences et de s'adapter aux nouvelles technologies, pratiques ou méthodes appliqués en entreprise. Elle permet également la reconversion professionnelle.
Celle-ci est donc proposée aux professionnels salariés, aux jeunes adultes et demandeurs d'emploi. Dans la mesure où la formation continue concerne des adultes et non plus des enfants, les chercheurs se sont demandé comment la pédagogie pouvait s'appliquer aux adultes. C'est le cas, par exemple, de la pédagogie de projet dont les effets comparatifs entre formation initiale et formation continue à l'université de Pau ont fait l'objet, dans la décennie 1980, d'une recherche dont les résultats ont été publiés lors d'une thèse soutenue en Sorbonne en 1988.
Aujourd'hui, la formation professionnelle mène à un retour à l'emploi important : elle permet d'adapter l'offre de formation réservée aux adultes aux différentes évolutions économiques et sociales.

## En France
Les formations continues peuvent être qualifiantes ou diplômantes et sont accessibles par des types de contrats très divers tels que la formation en alternance (contrat de professionnalisation ou d'apprentissage) ou grâce à la validation des acquis de l'expérience. La formation continue peut s'effectuer :
- en présence : dans ce cas là, le salarié se rend dans un centre de formation pour suivre une formation à l'emploi du temps régulier. Bien que ceci soit le schéma le plus courant, certains formateurs dans les grandes entreprises peuvent s'y rendre pour assurer la formation auprès de différents salariés dans une même organisation.
- à distance : ceci permet aux salariés de suivre une formation en ligne.
- en téléprésentiel : ces formations se déroulent à la fois en présence et à distance, permettant aux salariés de suivre une formation en ligne dans le même contexte qu'une formation physique, avec un emploi du temps, des formateurs, des échanges en temps réel.